# Cocido maragato
El cocido maragato es un plato tradicional de la comarca española de la Maragatería, en la provincia de León, comunidad autónoma de Castilla y León.

## Historia
Es el único cocido que se come al revés, comenzando por la carne y terminando por la sopa. Según el etnógrafo José Manuel Sutil, el origen de esta costumbre está en los maragatos, cuando recorrían España como arrieros. Entre los utensilios que llevaban en sus viajes estaba una fiambrera circular de madera, donde guardaban piezas de carne de cerdo cocida, que se mantenía fresca durante un tiempo. Al llegar a las posadas comían primero esa carne y a continuación pedían una sopa o caldo caliente.

## Descripción
Sus ingredientes están ligados al campo y a la ganadería de la zona; entre ellos el repollo, los garbanzos —del tipo Pico Pardal— y varios tipos de carnes: morcillo, gallina, lacón, chorizo, tocino blanco, manitas de cerdo, oreja de cerdo, costilla de cerdo, morro de cerdo, careta de cerdo y panceta. A la hora de servir persisten los tres vuelcos, pero su principal peculiaridad es que se toma al revés: primero las carnes y el relleno (hecho de pan, huevo, ajo y perejil), luego los garbanzos con el repollo y las patatas y por último la sopa de fideos. Como postre, lo más típico suelen ser natillas con bollo.
Se trata de un plato muy celebrado en la Maragatería, especialmente en Astorga, Castrillo de los Polvazares y Santiago Millas.